# Христо Старче
Христо Георгиев Старче (на английски: Christo G. Starche) е български инженер и просветен деец от Македония.

## Биография
Роден е на 10 май 1904 година в село Тодорак, Кукушко, тогава в Османската империя, в семейството на Георги и Визия.
Останал сирак, в 1917 година е приет в Американското земеделско училище в Солун. Завършва го в 1923 година. Благодарение на финансовата помощ на съученици на Чарлс Лусиъс Хауз, ръководител на училището, е изпратен да учи в университета в Принстън (САЩ). Получава инженерно образование.
Завръща се в Солун и започва работа в училището, което е завършил. В периода 1929 – 1939 година ръководи производствения департамент на Земеделското училище, като оставя трайна следа. В 1939 година заминава за Съединените американски щати заедно със съпругата си, американка.
Умира през ноември 1991 година.